# Robin Benzing
Robin Benzing (25 de janeiro de 1989) é um basquetebolista alemão que atualmente defende o S.Oliver Würzburg.